# Antonio Innocenti
Antonio Innocenti (ur. 23 sierpnia 1915 w Poppi, zm. 6 września 2008 w Rzymie), włoski duchowny katolicki, dyplomata watykański, wysoki urzędnik Kurii Rzymskiej, kardynał.

## Życiorys
Studiował w seminarium w Fiesole, przyjął święcenia kapłańskie 17 lipca 1938. Kontynuował studia na uczelniach rzymskich – na Papieskim Uniwersytecie Gregoriańskim obronił doktorat z prawa kanonicznego, na Papieskim Uniwersytecie Laterańskim doktorat z teologii, na Papieskiej Akademii Duchownej uzyskał przygotowanie dyplomatyczne. Pracował krótko jako duszpasterz w Valdarno (Toskania), w diecezji Fiesole był później wykładowcą miejscowego seminarium i sekretarzem biskupa; dwukrotnie trafiał do więzienia za udzielanie pomocy ofiarom prześladowań nazistowskich (skazany na śmierć, został ułaskawiony w ostatniej chwili przed planowaną egzekucją). Po wojnie założył w Fiesole Włoskie Stowarzyszenie Robotników Chrześcijańskich.
W 1950 podjął pracę w dyplomacji Stolicy Apostolskiej. Jego pierwszą placówką było Kongo Belgijskie, gdzie pełnił funkcję sekretarza delegatury apostolskiej. W sierpniu 1951 otrzymał tytuł papieskiego nadzwyczajnego tajnego szambelana. W latach 1953–1960 był audytorem w nuncjaturze w Szwajcarii, 1960-1961 pełnił analogiczną funkcję w internuncjaturze w Holandii, 1961-1962 w internuncjaturze w Egipcie, Syrii i Jerozolimie, a 1962-1964 w nuncjaturze w Belgii. W czerwcu 1963 obdarzony tytułem papieskiego prałata domowego. Od 1964 był radcą w nuncjaturze we Francji.
15 grudnia 1967 został mianowany nuncjuszem w Paragwaju i otrzymał godność arcybiskupa tytularnego Aeclanum. Sakry udzielił mu 18 lutego 1968 we Florencji kardynał Amleto Giovanni Cicognani, sekretarz stanu. Po zakończeniu misji dyplomatycznej arcybiskup Innocenti przeszedł w lutym 1973 do pracy w Kurii Rzymskiej; został sekretarzem Kongregacji Dyscypliny Sakramentów (po reorganizacji Kurii w lipcu 1975 pod nazwą Kongregacja Kultu Bożego i Dyscypliny Sakramentów). Lata 1980–1985 spędził ponownie na placówce dyplomatycznej jako nuncjusz w Hiszpanii.
25 maja 1985 Jan Paweł II mianował go kardynałem, nadając diakonię Santa Maria in Aquiro. Kardynał Innocenti brał udział w sesjach Światowego Synodu Biskupów w Watykanie, był prezydentem-delegatem VIII sesji zwykłej Synodu jesienią 1990. 9 stycznia 1986 został mianowany prefektem Kongregacji ds. Duchowieństwa, w październiku 1988 objął dodatkowo funkcję prezydenta Papieskiej Komisji Ochrony Artystycznego i Historycznego Dziedzictwa Kościoła. Zrezygnował z obu stanowisk w lipcu 1991, kiedy przeszedł na stanowisko prezydenta Papieskiej Komisji Ecclesia Dei; ostatecznie przeszedł na emeryturę z funkcji w Kurii Rzymskiej w grudniu 1995. Kilka miesięcy wcześniej (w sierpniu 1995) ukończył 80 lat i utracił prawo udziału w konklawe.
W styczniu 1996 został promowany do rangi kardynała prezbitera; utrzymał diakonię S. Maria in Aquiro w charakterze tytułu prezbiterskiego na zasadzie pro hac vice.
Zmarł 6 września 2008 w Rzymie.